# Renealmia breviscapa
Renealmia breviscapa är en enhjärtbladig växtart som beskrevs av Eduard Friedrich Poeppig och Stephan Ladislaus Endlicher. Renealmia breviscapa ingår i släktet Renealmia och familjen Zingiberaceae. Inga underarter finns listade i Catalogue of Life.